# Station Sint-Michiels
Station Sint-Michiels was een spoorweghalte langs spoorlijn 66 (Brugge - Kortrijk) in de deelgemeente Sint-Michiels van de stad Brugge.
De stopplaats heeft op twee verschillende plaatsen gelegen: toen spoorlijn 66 nog over de huidige Koning Albert I-laan liep, lag de stopplaats ter hoogte van de kruising met de Koningin Astridlaan. Wanneer de spoorlijn rond 1939 iets meer naar het oosten werd verlegd, verhuisde de stopplaats mee en kwam meteen ook iets zuidelijker te liggen, ter hoogte van de brug over de Heidelbergstraat.
Assebroek ·
Brugge ·
Brugge-Dijk ·
Brugge-Dok ·
Brugge-Noord ·
Brugge-Sint-Pieters ·
Brugge-Vorming ·
Brugge-Zeehaven ·
Dudzele ·
Dudzele-Kanaal ·
Lissewege ·
Sint-Michiels ·
Steenbrugge ·
Zeebrugge-Vorming ·
Zeebrugge-Dorp ·
Zeebrugge-Strand ·
Zwankendamme
0: Brugge ·
3,2: Sint-Michiels ·
7,2: Loppem ·
10,8: Zedelgem ·
12,9: Veldegem ·
18,9: Torhout ·
23,7: Lichtervelde ·
27,1: Gits ·
29,7: Beveren (Roeselare) ·
32,4: Roeselare ·
34,8: Rumbeke ·
36,7: Kachtem ·
39,3: Izegem ·
42,4: Ingelmunster ·
45,6: Lendelede ·
47,2: Sint-Katerine ·
50,2: Heule ·
51,0: Heule-Leiaarde ·
54,5: Kortrijk